# Pachydemocera lucidicollis
Pachydemocera lucidicollis är en skalbaggsart som beskrevs av Ernst Gustav Kraatz 1882. Pachydemocera lucidicollis ingår i släktet Pachydemocera och familjen Melolonthidae. Inga underarter finns listade i Catalogue of Life.